# Qualificazioni al campionato delle nazioni africane 2022
Questa voce raccoglie un approfondimento sui risultati degli incontri di qualificazione alla fase finale del Campionato delle Nazioni Africane 2022.

## Formato, regolamento e sorteggio
La competizione ha visto partecipare 43 nazionali, che sono state divise in base alla zona geografica: Zona Ovest A, Zona Ovest B, Zona Centrale, Zona Centro-Orientale e Zona Meridionale.
In seguito alla squalifica inflitta alla Tunisia ed alla rinuncia dell’Egitto e dato l’ampliamento della competizione da 16 a 18 squadre, le restanti rappresentanti della Zona Settentrionale (Marocco e Libia) si qualificano automaticamente al torneo finale. 
| Zona                  | Numero di squadre partecipanti | Numero di posti disponibili per la fase finale |
| --------------------- | ------------------------------ | ---------------------------------------------- |
| Zona Ovest A          | 9                              | 3                                              |
| Zona Ovest B          | 7                              | 3                                              |
| Zona Centrale         | 6                              | 3                                              |
| Zona Centro-Orientale | 9                              | 3                                              |
| Zona Meridionale      | 12                             | 3                                              |
| Totale                | 43                             | 15 + 3 (Algeria, Marocco, Libia)               |

Non partecipanti:
- Egitto
- Tunisia
- Eritrea
- Kenya
- São Tomé e Príncipe
- Gabon
- Lesotho
- Namibia

## Zona Ovest A

### Primo turno
| Squadra 1    | Totale          | Squadra 2     | Andata | Ritorno |
| ------------ | --------------- | ------------- | ------ | ------- |
| Liberia      | 2 - 4           | Senegal       | 0 - 3  | 2 - 1   |
| Sierra Leone | 3 - 2           | Capo Verde    | 2 - 0  | 1 - 2   |
| Gambia       | 1 - 1 (4-5 dtr) | Guinea-Bissau | 1 - 0  | 0 - 1   |

### Secondo turno
| Squadra 1     | Totale          | Squadra 2  | Andata | Ritorno |
| ------------- | --------------- | ---------- | ------ | ------- |
| Senegal       | 1 - 1 (5-3 dtr) | Guinea     | 1 - 0  | 0 - 1   |
| Sierra Leone  | 1 - 4           | Mali       | 1 - 2  | 0 - 2   |
| Guinea-Bissau | 0 - 2           | Mauritania | 0 - 1  | 0 - 1   |

## Zona Ovest B

### Primo turno
| Squadra 1 | Totale | Squadra 2 | Andata | Ritorno |
| --------- | ------ | --------- | ------ | ------- |
| Ghana     | 4 - 0  | Benin     | 3 - 0  | 1 - 0   |

### Secondo turno
| Squadra 1      | Totale          | Squadra 2    | Andata | Ritorno |
| -------------- | --------------- | ------------ | ------ | ------- |
| Costa d'Avorio | 0 - 0 (5-3 dtr) | Burkina Faso | 0 - 0  | 0 - 0   |
| Togo           | 2 - 3           | Niger        | 1 - 0  | 1 - 3   |
| Ghana          | 2 - 2 (5-4 dtr) | Nigeria      | 2 - 0  | 0 - 2   |

## Zona Centrale

### Primo turno
| Squadra 1          | Totale      | Squadra 2      | Andata | Ritorno |
| ------------------ | ----------- | -------------- | ------ | ------- |
| Rep. Centrafricana | 2 - 2 (gfc) | Rep. del Congo | 2 - 1  | 0 - 1   |
| Guinea Equatoriale | 1 - 2       | Camerun        | 1 - 0  | 0 - 2   |
| Ciad               | 1 - 7       | RD del Congo   | 1 - 2  | 0 - 5   |

## Zona Centro-Orientale

### Primo turno
| Squadra 1 | Totale          | Squadra 2     | Andata | Ritorno |
| --------- | --------------- | ------------- | ------ | ------- |
| Etiopia   | 5 - 0           | Sudan del Sud | 0 - 0  | 5 - 0   |
| Somalia   | 1 - 3           | Tanzania      | 0 - 1  | 1 - 2   |
| Burundi   | 3 - 3 (2-4 dtr) | Gibuti        | 2 - 1  | 1 - 2   |

### Secondo turno
| Squadra 1 | Totale | Squadra 2 | Andata | Ritorno |
| --------- | ------ | --------- | ------ | ------- |
| Etiopia   | 1 - 0  | Ruanda    | 0 - 0  | 1 - 0   |
| Tanzania  | 0 - 4  | Uganda    | 0 - 1  | 0 - 3   |
| Gibuti    | 3 - 7  | Sudan     | 1 - 4  | 2 - 3   |

## Zona Meridionale

### Primo turno
| Squadra 1  | Totale      | Squadra 2  | Andata       | Ritorno      |
| ---------- | ----------- | ---------- | ------------ | ------------ |
| Mauritius  | 0 - 3       | Angola     | 0 - 2        | 0 - 1        |
| Comore     | 0 - 1       | Sudafrica  | 0 - 1        | 0 - 0        |
| Botswana   | 2 - 2 (gfc) | eSwatini   | 0 - 0        | 2 - 2        |
| Seychelles | 0 - 4       | Madagascar | 0 - 1        | 0 - 3        |
| Malawi     | 6 - 0       | Zimbabwe   | 3 - 0 (tav.) | 3 - 0 (tav.) |
| Mozambico  | 1 - 0       | Zambia     | 0 - 0        | 1 - 0        |

### Secondo turno
| Squadra 1 | Totale      | Squadra 2  | Andata | Ritorno |
| --------- | ----------- | ---------- | ------ | ------- |
| Angola    | 6 - 1       | Sudafrica  | 2 - 0  | 4 - 1   |
| Botswana  | 1 - 2       | Madagascar | 0 - 1  | 1 - 1   |
| Malawi    | 1 - 1 (gfc) | Mozambico  | 1 - 1  | 0 - 0   |

## Squadre qualificate
| Zona            | Squadra             |
| --------------- | ------------------- |
| Zona Nord       | Algeria (ospitante) |
| Zona Nord       | Marocco             |
| Zona Nord       | Libia               |
| Zona Ovest A    | Senegal             |
| Zona Ovest A    | Mali                |
| Zona Ovest A    | Mauritania          |
| Zona Ovest B    | Costa d'Avorio      |
| Zona Ovest B    | Niger               |
| Zona Ovest B    | Ghana               |
| Zona Centro     | Rep. del Congo      |
| Zona Centro     | Camerun             |
| Zona Centro     | RD del Congo        |
| Zona Centro-Est | Etiopia             |
| Zona Centro-Est | Uganda              |
| Zona Centro-Est | Sudan               |
| Zona Sud        | Angola              |
| Zona Sud        | Madagascar          |
| Zona Sud        | Mozambico           |